# ジョン・マッカーシー (言語学者)
ジョン・マッカーシー（John J. McCarthy, 1953年 - ）は、アメリカの言語学者であり、マサチューセッツ大学アマースト校言語学部教授（distinguished professor）。音韻論、形態論が専門である。ボストン出身で、ボストン方言の研究を行っていることでも有名。ハーバード大学学位を取得した後、マサチューセッツ工科大学で博士号を取得（1979年）。博士論文は、セム系言語（アラビア語やヘブライ語）の形態的パターンを自律分節音韻論の観点から分析したもので、後の研究に大きな影響を与える。PhonologyやLinguistic Inquiryなどの学術雑誌の編集者も歴任。

## 研究
自律分節音韻論や韻律音韻論研究、アラン・プリンスとともに行った韻律形態論(prosodic morphology)の研究が有名。また、最適性理論の発展にも尽力をつくし、この理論の枠組みにおける研究も多数ある。1995年に彼らが提唱した照合理論（correspondence theory）は、事実上のスタンダードとなった。最適性理論では扱いが難しい、透明性(opacity) の研究や計算言語学的な研究、言語の習得可能性に関する研究なども積極的に行っている。2010年代には、最適性理論に派生の概念を取り込む理論研究に取り組んでいた(OT-CCやHarmonic Serialismなど）。

## 教育者として
教育者として熱心であり、多くの博士を輩出している。また最適性理論の入門書や概論論文も多数執筆している。